# Landtagswahl in Liechtenstein 1993 (Oktober)
- FL: 1
- VU: 13
- FBP: 11

Die Landtagswahl in Liechtenstein Oktober 1993 fand am 24. Oktober 1993 statt und war die reguläre Wahl der Legislative des Fürstentums Liechtenstein. Hierbei wurden alle 25 Abgeordneten des Landtags des Fürstentums Liechtenstein in den beiden Wahlkreisen Ober- und Unterland vom Landesvolk gewählt. 
Die zweite Landtagswahl des Jahres 1993 wurde nötig, da Regierungschef Markus Büchel nur etwa hundert Tage nach seinem Amtsantritt von seiner Partei, der Fortschrittlichen Bürgerpartei, zum sofortigen Rücktritt aufgefordert wurde. Bei der Berufung für einen Verwaltungsposten überging er einen Parteifreund und unterstützte stattdessen den Kandidaten der Vaterländischen Union. Büchel verteidigte sich zwar, dass er nicht nur seine Partei zu repräsentieren habe, konnte aber nicht verhindern, dass er vom Landtag seines Amtes enthoben wurde. Nach der Auflösung des Parlamentes durch den Fürsten wurde im Oktober 1993 die zweite Wahl angesetzt. Die Legislaturperiode dauerte bis Februar 1997.

## Ausgangslage
Bei der Landtagswahl im Februar 1993 erreichte die Vaterländische Union 45,34 %, die Fortschrittliche Bürgerpartei in Liechtenstein 41,19 % und die Freie Liste 10,19 % der abgegebenen Stimmen. 

## Wahlergebnis
Von 14'086 Wahlberechtigten nahmen 12'017 Personen an der Wahl teil (85,3 %). Von diesen waren 11'799 Stimmen gültig. Die Stimmen und Mandate verteilten sich in den beiden Wahlkreisen – Oberland und Unterland – wie folgt:
| Partei                              | Stimmen  | Stimmen   | Stimmen   | Stimmen       | Sitze    | Sitze     | Sitze     |
| ----------------------------------- | -------- | --------- | --------- | ------------- | -------- | --------- | --------- |
| Partei                              | Oberland | Unterland | insgesamt | Stimmenanteil | Oberland | Unterland | insgesamt |
| Fortschrittliche Bürgerpartei (FBP) | 47'125   | 17'950    | 65'075    | 41,34 %       | 6        | 5         | 11        |
| Vaterländische Union (VU)           | 60'437   | 18'461    | 78'898    | 50,12 %       | 8        | 5         | 13        |
| Freie Liste (FL)                    | 10'728   | 2'719     | 13'447    | 8,54 %        | 1        | 0         | 1         |